# Valle de Hutt
Valle de Hutt (en inglés: Hutt Valley) es una gran extensión de terreno bastante plana cerca del río Hutt, en la región de Wellington de Nueva Zelanda. Como el río fluye a través de él, este valle toma su nombre de Sir William Hutt, el director de la compañía de Nueva Zelanda a principios de la colonización de ese país.
El río fluye más o menos a lo largo del curso de una activa falla geológica, que continúa hacia el sur para convertirse en el instrumento principal responsable de la elevación de los Alpes del Sur en la isla sur de Nueva Zelanda. Por esta razón, la tierra se eleva abruptamente hacia el oeste del río, mientras que al Este existen dos llanuras inundables.